# Philippe-Antoine Grouvelle
Philippe-Antoine Grouvelle, född 1758 i Paris, död den 30 december 1806 i Varennes-Jarcy, var en fransk revolutionsman och diplomat. 
Han började som skönlitterär författare i traditionella spår och blev sekreterare hos prinsen av Condé, men slöt sig ivrigt till revolutionen vid dess utbrott, avskedades därför och blev medredaktör av agitations- och upplysningsbladet La Feuille villageoise. Efter kungadömets fall blev han sekreterare för det verkställande rådet och måste i denna befattning läsa upp dödsdomen för Ludvig XVI. 
År 1793 utnämndes han till republikens sändebud i Danmark. "Kungamördaren" var illa sedd av de fientliga makternas diplomater, och den danska regeringen gick först 1796 in för att erkänna honom officiellt och ge honom tillträde till majestätet; men hans förhållande till A.P. Bernstorff var i själva verket gott, och han kunde berätta hem om övervägande franska sympatier i Köpenhamn.
Han rörde sig i tongivande kretsar, han trädde i förbindelse med Rahbek och P.A. Heiberg; hans stilfulla kavaljerväsen och anda beundrades; en ung dam ur aristokratin tog sig av daga för hans skull, och han och en krets av likasinnade landsmän bidrog mycket till att sätta sin prägel på dessa års danska huvudstadsliv (något som exempelvis framgår av Thomasine Gyllembourgs novell To Tidsaldre).
Efter A.P. Bernstorffs död och under direktoriets nedgångstid blev hans ställning inte så god, och 1800 hemkallades han av förste konsuln. Han blev nu medlem av dennes lagstiftande råd och återupptog sin litterära verksamhet. Av hans senare arbeten har en utgåva av madame de Sévignés brev vunnit erkännande.